# الفاضل الشرابياني
محمّد بن فضل علي الشرابياني التبريزي الشهير بـالفاضل الشرابياني ومُلّا محمد المقرر(1829 - 24 نوفمبر 1904) عالم مسلم ومدرس إيراني أذربيجاني في القرن 19 م. ولد في بلدة شرابيان بمحافظة أذربيجان الشرقية ونشأ بها وأخذ من حسين الترك الكوة كمري وكان معيداً لدروسه وقلد في أذربيجان وقفقاسية بعد الميرزا الشيرازي. بنى مدرسة عرفت باسمه في النجف في أوائل القرن 20 وموقعها معروف في محلة الحويش. له عدة مؤلفات أُصول الفقه وحاشية المكاسب للأنصاري و رسالة عملية وشرح المعلقات السبع. توفي في النجف ودفن في العتبة العلوية.

## سيرته
ولد محمد بن فضل علي بن عبد الرحمن بن فضل علي التبريزي في شرابيان بمحافظة أذربيجان الشرقية سنة 1245 هـ/ 1829 م ونشأ بها. وفي سنة 1265 هـ/ 1848 م هاجر إلى تبريز ودرس بها المقدّمات الأدبية والشرعية والسطوح على الميرزا مهدي القاري وأغا غفّار المرندي والميرزا باقر المجتهد، ثمّ رجع إلى بلاده مراهقاً للاجتهاد وله بها خدمات. وفي سنة 1273 هـ / 1856 م هاجر إلى النجف وحضر بها الأبحاث العالية على الشيخ مرتضى الأنصاري والمجدد الشيرازي وحسين الترك وتخرج عليهم.

كان من فقهاء الجعفرية ونال الزعامة الدينية بعد موت جملة من المراجع وقام بواجبه. له في الأدب اليد الطولى يحب الشعر ويستمع لما ينشد ولشعراء عصره مداعبات معه. تصدر للتدريس سنين فتخرج عليه العشرات من العلماء ومنهم من نال المرجعية والتقليد. بنى مدرسة عرفت باسمه من أشهر المدارس العلمية في النجف ما زالت قائمة.

توفي بالنجف 17 رمضان 1322 هـ / 24 نوفمبر 1904 ودفن بالصحن الشريف في مقبرة خاصة صارت بعده مدخل النساء إلى الحرم الشريف من الجهة الشمالية.

## مؤلفاته
- أُصول الفقه
- حاشية المكاسب للأنصاري
- حاشية على الرسائل
- رسالة عملية
- شرح المعلقات السبع
- كتاب الصلاة
- كتاب المتاجر